# Mixomelia umbripars
Mixomelia umbripars är en fjärilsart som beskrevs av George Francis Hampson. Mixomelia umbripars ingår i släktet Mixomelia och familjen nattflyn. Inga underarter finns listade i Catalogue of Life.